# یاماگوچی (شهر)

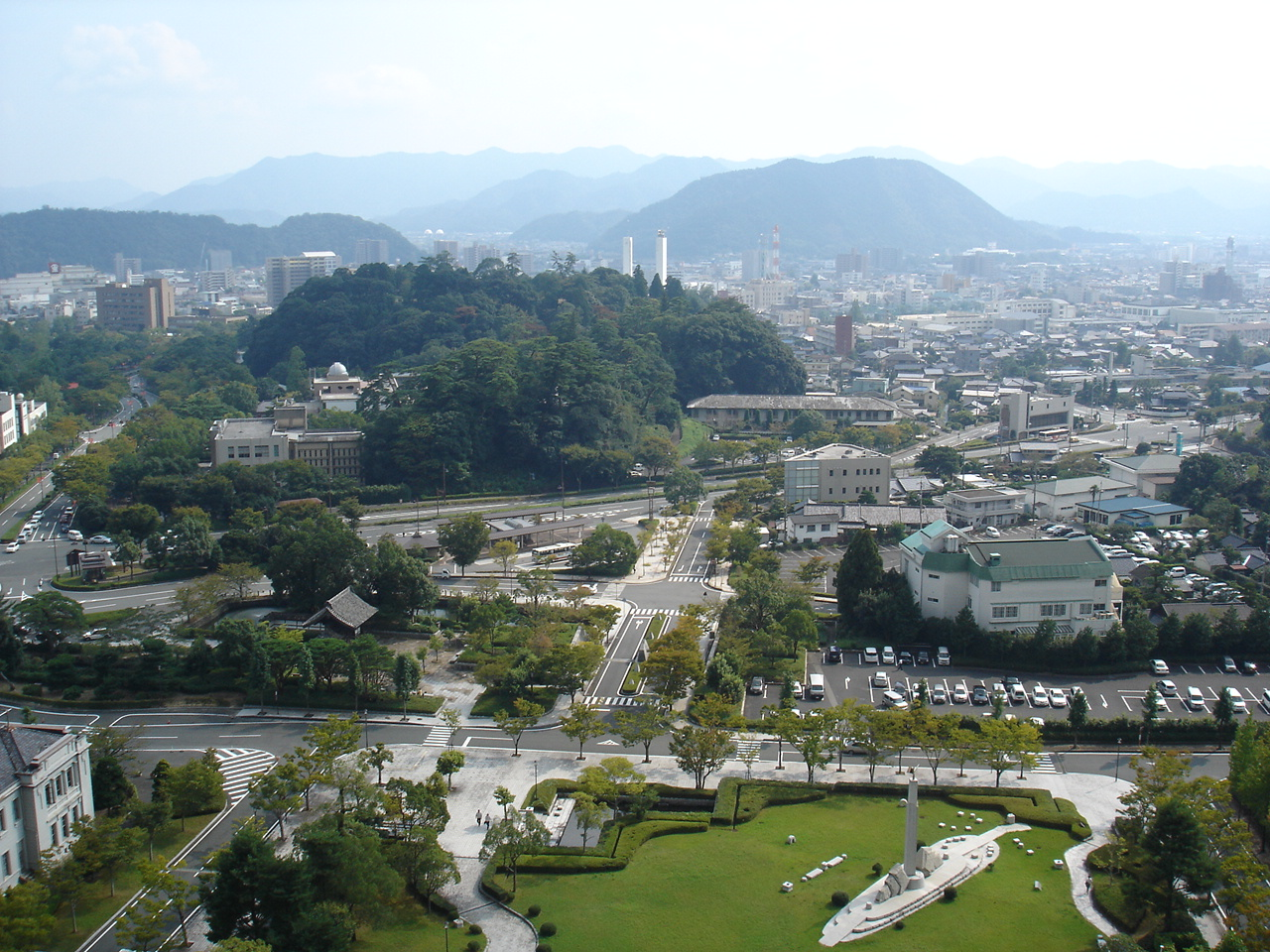
نمایی از شهر یاماگوچی در ژاپن.

یاماگوچی شهری است در کشور ژاپن. این شهر مرکز استان یاماگوچی است و در جزیره هونشو قرار گرفته است. 
جمعیت این شهر در سال ۲۰۱۰ میلادی برابر ۱۹۸۰۰۰ نفر برآورد شده است  .